# Lithocarpus cinereus
Lithocarpus cinereus W.Y.Chun & C.C.Huang – gatunek roślin z rodziny bukowatych (Fagaceae Dumort.). Występuje naturalnie w południowych Chinach – w prowincji Junnan (na południowym wschodzie) oraz w regionie autonomicznym Kuangsi (w południowo-zachodniej części).

## Morfologia
PokrójZimozielone drzewo.
LiścieBlaszka liściowa jest skórzasta i ma podłużny lub lancetowaty kształt. Mierzy 8–11 cm długości oraz 2–3,5 cm szerokości, jest całobrzega, ma klinową nasadę i spiczasty wierzchołek. Ogonek liściowy jest nagi i ma 10–15 mm długości.
OwoceOrzechy o stożkowatym kształcie, dorastają do 16–20 mm długości i 16–20 mm średnicy. Osadzone są pojedynczo w kubeczkowatych miseczkach, które mierzą 20–25 mm średnicy. Orzechy otulone są miseczkami do 65% ich długości.

## Biologia i ekologia
Rośnie w wiecznie zielonych lasach. Występuje na wysokości około 1000 m n.p.m. Owoce dojrzewają w listopadzie.